# Huangjinjing
Huangjinjing (kinesiska: 黄金井) är en ort i Kina. Den ligger i provinsen Hunan, i den södra delen av landet, omkring 220 kilometer väster om provinshuvudstaden Changsha. Antalet invånare är 1 710.
Runt Huangjinjing är det tätbefolkat, med 369 invånare per kvadratkilometer. Närmaste större samhälle är Qijiang, 17,1 km sydost om Huangjinjing. I omgivningarna runt Huangjinjing växer i huvudsak blandskog.
Genomsnittlig årsnederbörd är 1 921 millimeter. Den regnigaste månaden är maj, med i genomsnitt 308 mm nederbörd, och den torraste är december, med 52 mm nederbörd.